# Victory Highway

Victory Highway Anzeige (Nachbildung)

Der Victory Highway war eine Straße quer durch die Vereinigten Staaten zwischen New York City und San Francisco, in etwa dem Verlauf des späteren U.S. Highway 40 folgend. Die Victory Highway Association wurde 1921 gegründet, um einen transkontinentalen Highway zu schaffen, gewidmet den im Ersten Weltkrieg gefallenen amerikanischen Streitkräften. Eine Reihe von „Victory Eagle“-Skulpturen war geplant, um die Route zu markieren, von denen jedoch nur fünf fertiggestellt wurden.
Bis 1922 hatte die Organisation beschlossen, den Highway von New York City Richtung Südwesten über Camden (New Jersey), Philadelphia (Pennsylvania), Wilmington (Delaware), Baltimore (Maryland) und Washington, D.C. zu führen, bevor er westwärts nach San Francisco abbog. Washington wurde später von der Route entfernt, und der Highway bog bereits in Baltimore nach Westen ab, Richtung Cumberland (Maryland). Ab Cumberland nutzte der Highway die alte Nationalstraße nach Vandalia (Illinois), die bereits Teil der National Old Trails Road war. Weiter ging es nach Fulton (Missouri) und vorbei an Jefferson City nach Kansas City (Missouri) und Kansas City (Kansas). Von Kansas City nach Denver (Colorado) ging es westwärts über den Golden Belt Highway, dann über Salt Lake City (Utah) und durch die Große Salzwüste nach Nevada. Die Sierra Nevada wurde auf dem Donner Pass überquert. In Kalifornien führte der Highway durch Sacramento nach San Francisco.
Nachdem 1926 das United States Numbered Highway System eingeführt wurde, wurde der Victory Highway größtenteils durch den U.S. Highway 40 ersetzt.